# كرة القدم العلم
كرة قدم العلم هي أحد أشكال رياضة كرة القدم الأمريكية حيث بدلاً من عرقلة اللاعب على الأرض يجب على الفريق المدافع إزالة علم أو حزام من حامل الكرة لينهي هجمة الخصم ولا يسمح بالأحتكاك بين اللاعبين.